# Elisabeth af Belgien
 Der er for få eller ingen kildehenvisninger i denne artikel, hvilket er et problem. Du kan hjælpe ved at angive troværdige kilder til de påstande, som fremføres i artiklen.

Kronprinsesse Elisabeth af Belgien, hertuginde af Brabant (fransk: Élisabeth Thérèse Marie Hélène; nederlandsk: Elisabeth Theresia Maria Helena; født 25. oktober 2001 i Anderlecht i Bruxelles i Belgien) er en belgisk prinsesse, der er tronfølger til den belgiske trone.
Hun er det ældste barn af Kong Philippe og Dronning Mathilde af Belgien. Parret har yderligere en datter og to sønner. Efter en revision af tronfølgeloven i 1991 er der lige adgang for begge køn til tronen. Elisabeth arver tronen fra sin far og bliver den første regerende dronning i Belgien. Som tronfølger har hun båret titlen Hertuginde af Brabant, siden hendes far blev konge den 21. juli 2013.

## Titler, prædikater og æresbevisninger
- 25. oktober 2001 – 21. juli 2013: Hendes kongelige højhed Prinsesse Elisabeth af Belgien
- 21. juli 2013 – nu: Hendes kongelige højhed Hertuginden af Brabant

### Hæder
- : Storkors af Leopold I-ordenen (25. oktober 2019)[1]

## Eksterne links
- Wikimedia Commons har flere filer relateret til Elisabeth af Belgien
- Prinsesse Elisabeth Arkiveret 2. januar 2018 hos  Wayback Machine på Det Belgiske Kongehus' officielle hjemmeside Arkiveret 5. november 2020 hos  Wayback Machine (engelsk)

| ElisabethHuset Sachsen-Coburg og GothaSidelinje af Huset WettinFødt: 25. oktober 2001 |                                  |                      |
| Kongelige og fyrstelige titler                                                        |                                  |                      |
| Foregående: Philippe                                                                  | Hertuginde af Brabant siden 2013 | Efterfølgende: Ingen |

|}